# 修媛
修媛，是中國、越南帝王妃嬪称号。始於中國南北朝。

## 中國
北齐修媛为八十一御女之一，比正四品。唐朝后宫二品是九嫔，包括昭仪、昭容、昭媛、修仪、修容、修媛、充仪、充容、充媛。修媛为内官九嫔第六，秩正二品。五代十国、宋朝、金朝都有设置。宋朝修媛位居内命妇第二品，位修容下、充仪上。金朝修媛视正二品，为九嫔之一。

### 中國修媛列表
- 宋仁宗修媛张氏

## 越南
後黎朝初期時黎聖宗開始設置，位列九嬪，為「三充」之一，後黎朝九嬪分為三昭（昭儀、昭容、昭媛）、三修（修儀、修容、修媛）、三充（充儀、充容、充媛）。

### 越南修媛列表
- 黎聖宗修媛冯琰贵